# 라가렌콜롱브

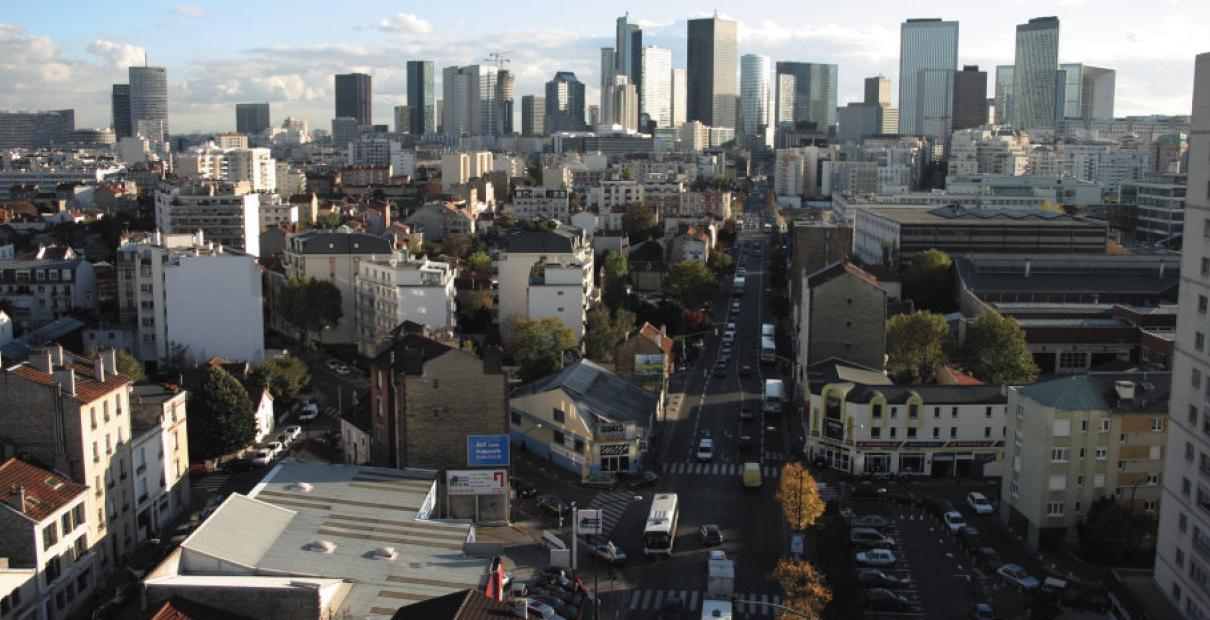
라가렌콜롱브

라가렌콜롱브(프랑스어: La Garenne-Colombes)는 프랑스 일드프랑스 오드센주에 위치한 도시로 면적은 15.5km2, 인구는 22,441명(2006년 기준), 인구 밀도는 1,400명/km2이다. 파리에서 9.6km 정도 떨어진 곳에 위치한다.

시 문장

## 인구
| 연도 | 인구   | ±% p.a. |
| ---- | ------ | ------- |
| 1911 | 14,534 | —       |
| 1921 | 18,512 | +2.45%  |
| 1926 | 20,545 | +2.11%  |
| 1931 | 23,167 | +2.43%  |
| 1936 | 24,734 | +1.32%  |
| 1946 | 24,080 | −0.27%  |
| 1954 | 26,753 | +1.32%  |
| 1962 | 27,341 | +0.27%  |

| 연도 | 인구   | ±% p.a. |
| ---- | ------ | ------- |
| 1968 | 26,562 | −0.48%  |
| 1975 | 24,038 | −1.42%  |
| 1982 | 20,990 | −1.92%  |
| 1990 | 21,754 | +0.45%  |
| 1999 | 24,067 | +1.13%  |
| 2007 | 27,001 | +1.45%  |
| 2012 | 28,371 | +0.99%  |
| 2017 | 29,169 | +0.56%  |

|  | 기술적 문제로 인해 그래프를 일시적으로 사용할 수 없습니다. 파브리케이터와 미디어위키 위키에 더 자세한 정보가 있습니다. |